# Joe Maddon
Joseph John Maddon (né le 8 février 1954 à Hazelton, Pennsylvanie, États-Unis) est l'actuel gérant des Angels de Los Angeles de la Ligue majeure de baseball. Ancien receveur en ligues mineures, il est de 2006 à 2014 le manager des Rays de Tampa Bay de la Ligue majeure de baseball.
Nommé gérant de l'année dans la Ligue américaine en 2008 et en 2011, Joe Maddon mène les Rays à leur première saison gagnante et au titre de la Ligue américaine en 2008. En 9 ans, la franchise connaît sous sa direction 6 saisons gagnantes, deux championnats de la division Est et 4 qualifications pour les séries éliminatoires.
En 2015, au terme de sa première saison à la barre des Cubs, il est élu gérant de l'année pour la 3e fois de sa carrière et la première fois dans la Ligue nationale. Il mène les Cubs à la victoire en Série mondiale 2016, le premier titre de la franchise en 108 années.

## Carrière de joueur
Joe Maddon, un receveur, joue quatre saisons dans les ligues mineures de baseball de 1976 à 1979, dont trois pour un club-école des Angels de la Californie. Il ne dépasse cependant pas le niveau A du baseball mineur et n'atteint pas les majeures.

## Carrière de manager

### Angels d'Anaheim
Après six saisons (1981-1986) comme manager dans les ligues mineures avec des clubs-école des Angels de la Californie, Joe Maddon fait partie pendant de nombreuses saisons du personnel d'instructeurs des Angels d'Anaheim, notamment comme adjoint au gérant de l'équipe, Mike Scioscia. Il fait partie du personnel d'instructeurs du club lorsque celui-ci remporte la Série mondiale 2002.
Maddon connaît ses premières expériences de manager dans les Ligues majeures lors de deux brefs séjours en poste chez les Angels. En 1996, alors que la franchise s'appelle officiellement Angels de la Californie, Maddon dirige les destinées du club pour les 22 dernières parties de la saison régulière (8 victoires, 14 défaites). En 1999, il est manager par intérim des Angels d'Anaheim en remplacement de Terry Collins et l'équipe remporte 19 de ses 29 dernières parties avec Maddon à la barre. Sa fiche victoires-défaites au total est de 27-24 en 51 parties comme gérant des Angels.
Après la saison 2003, il est approché par Theo Esptein, le directeur-gérant des Red Sox de Boston, pour diriger le club en 2004 mais on lui préfère finalement Terry Francona.

### Rays de Tampa Bay
Maddon prend en 2006 les commandes des Devil Rays de Tampa Bay (devenus simplement les Rays en 2008). Il hérite d'une franchise qui n'a jamais connu une saison gagnante. 

#### Saison 2008

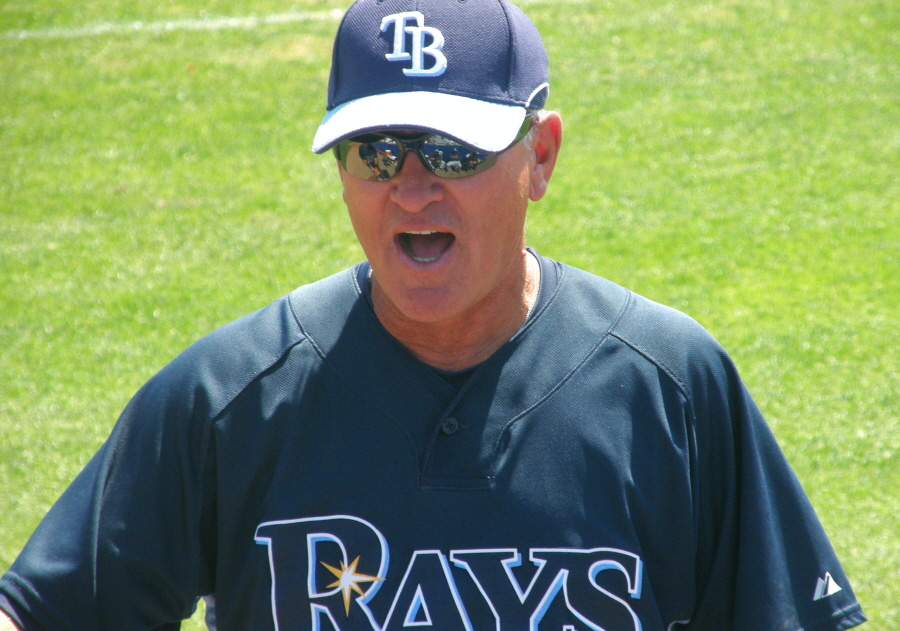
Joe Maddon en 2008.

Le 23 août 2008, les Rays l'emportent 5-3 sur les White Sox de Chicago et Maddon mène le club à une 206e victoire depuis qu'il en a pris les commandes. Il s'agit d'un nouveau record dans la jeune franchise, surpassant les 205 matchs gagnés sous les ordres de Larry Rothschild.
Après 10 ans de médiocrité, les Rays connaissent en 2008 la meilleure saison de leur histoire avec 97 victoires. Sous les ordres de Joe Maddon, ils décrochent leur premier championnat de la division Est de la Ligue américaine, tenant tête toute la saison aux Red Sox de Boston, les champions en titre du baseball, et atteignent la Série mondiale 2008, qu'ils perdent en cinq parties devant les Phillies de Philadelphie. Maddon est élu gérant de l'année dans l'Américaine. Il reçoit 27 des 28 votes de première place pour cette récompense et aurait été un choix unanime n'eut été du vote de première place alloué à son homologue des Twins du Minnesota, Ron Gardenhire.

#### Saison 2009
La saison 2009 est plus ardue. Les jeunes Rays ne remportent que 84 victoires, bon pour une troisième place dans la compétitive division Est. Le 21 avril, il dirige son 500e match des Rays, établissant un nouveau record de franchise devant les 499 matchs dirigés par Larry Rothschild.

#### Saison 2010
Mais en 2010, Tampa remporte 96 parties, enlevant un deuxième titre de section, cette fois devant les champions du monde en titre, les Yankees de New York. Les Rays s'inclinent toutefois devant les Rangers du Texas au terme de cinq matchs de Série de divisions.

#### Saison 2011

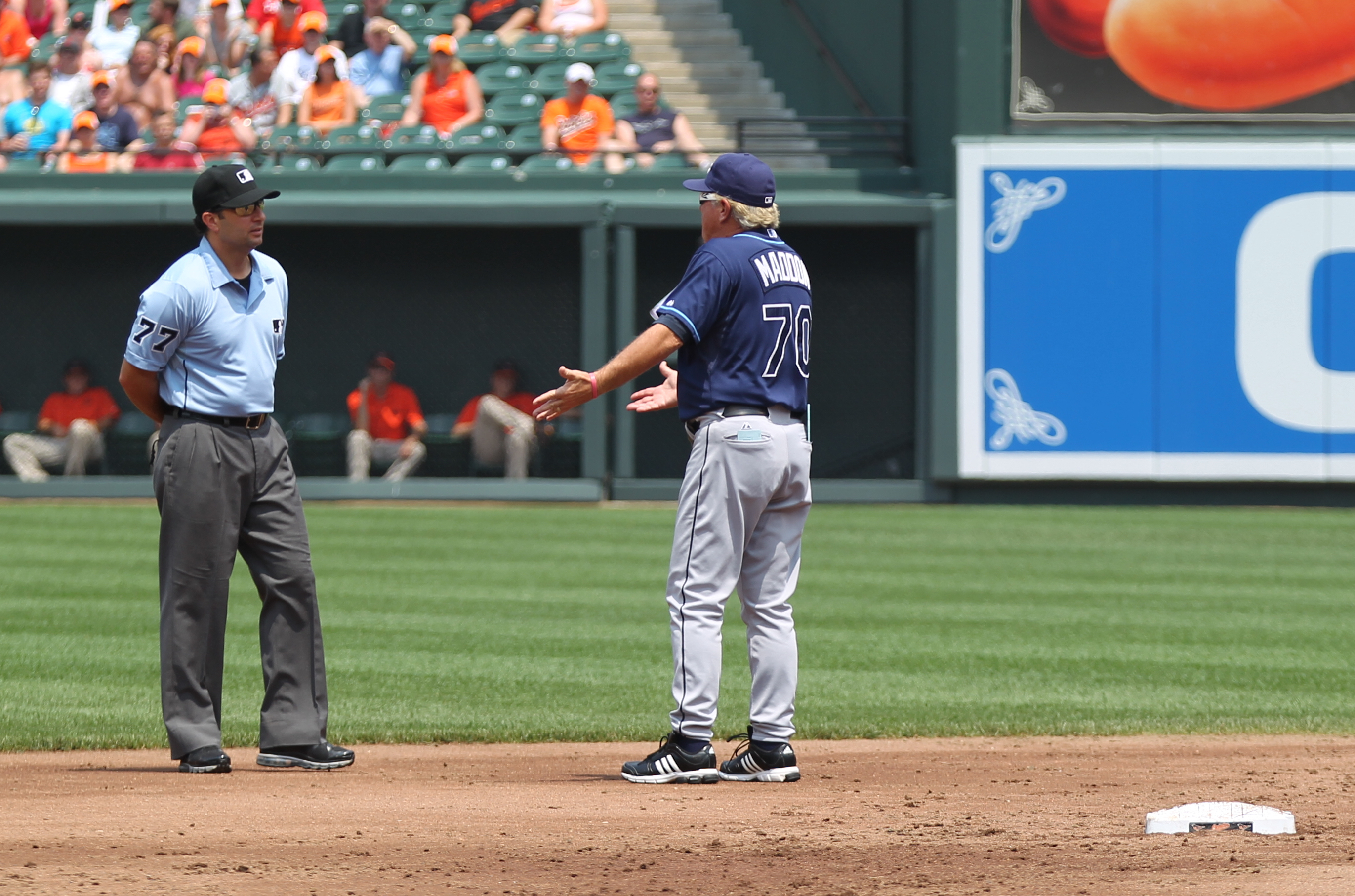
Maddon, à droite, dispute une décision de l'arbitre Jim Reynolds en 2011 à Baltimore.

En 2011, les Rays stagnent, malgré des performances constantes, au troisième rang de la division Est pendant la majorité de la saison. Cependant, une belle fin de calendrier régulier jumelée à l'effondrement des Red Sox de Boston leur permet de se qualifier pour les éliminatoires comme meilleurs deuxièmes de la Ligue américaine. Au 1er septembre, le club accuse 9 parties de retard sur les Red Sox mais au dernier match de la saison le 28 septembre, où ils comblent un déficit de 0-7 pour vaincre les Yankees 8-7, ils devancent les Sox au classement et arrachent la qualification. Jamais une équipe n'avait surmonté un tel retard au classement de sa division durant le mois de septembre. Cependant, pour une deuxième année de suite, ils tombent au combat dès le premier tour éliminatoire face aux Rangers du Texas en Série de divisions. 
Tampa Bay remporte 91 gains contre 71 défaites en 2011, pour une quatrième année gagnante consécutive, et Joe Maddon reçoit pour la seconde fois en quatre ans le prix du manager de l'année de la Ligue américaine. Au vote pour cette récompense, il reçoit 26 des 28 votes de première place, les deux votes restants allant à Jim Leyland des Tigers et Ron Washington des Rangers.

#### Saison 2012
Le 15 février 2012, Maddon signe une prolongation de contrat de trois ans avec les Rays. Le 27 septembre contre les White Sox de Chicago, il remporte sa 600e victoire comme gérant dans les majeures. Malgré la 5e meilleure fiche de la Ligue américaine et une saison de 90 victoires contre 72 défaites, les Rays prennent le troisième rang de la division Est et ratent les éliminatoires, terminant à trois victoires de la dernière place disponible.

#### Saison 2013
En 2013, les Rays participent aux éliminatoires pour la 4e fois en 6 ans. Qualifiés comme meilleurs deuxièmes après avoir vaincu les Rangers du Texas dans un match de bris d'égalité sur le terrain de leurs adversaires, ce qui leur confère une fiche de 92 gains et 71 revers pour la saison régulière, ils voyagent ensuite à Cleveland pour l'emporter sur les Indians dans le match de meilleur deuxième. Tampa Bay s'incline ensuite en Série de division face aux éventuels vainqueurs de la Série mondiale 2013, les Red Sox de Boston.

#### Saison 2014
Décimés par les blessures en 2014, les Rays connaissent leur première saison perdante depuis 2007 et terminent au 4e rang de la division Est, avec 77 succès et 85 défaites. Maddon est sous contrat pour la saison 2015, mais une clause lui donne la possibilité de mettre fin au contrat sous certaines conditions. Lorsque Andrew Friedman, le patron de Maddon, démissionne de son poste de vice-président des opérations baseball des Rays en octobre 2014, ceci donne à Maddon un délai de deux semaines pour choisir de rester avec le club ou le quitter. Le 24 octobre 2014, en dépit des efforts déployés par la franchise pour lui faire accepter un nouveau contrat de 3 saisons, Maddon annonce qu'il quitte son poste après 9 années à diriger les Rays. Maddon était à ce moment payé légèrement moins que 2 millions de dollars par année, mais une augmentation de salaire lui avait été proposée.
Avec 754 victoires, un record de franchise, contre 705 défaites, Maddon détient un pourcentage de victoires de ,517 à la barre des Rays, qu'il a mené à 6 saisons gagnantes, 4 qualifications en éliminatoires, deux titres de la division Est et un titre de la Ligue américaine en 9 ans. Il a dirigé le club pour 1 459 matchs de saison régulière, également un record.

### Cubs de Chicago
Le 31 octobre 2014, Joe Maddon devient gérant des Cubs de Chicago, succédant à Rick Renteria. Il devient la 54e personne à occuper ce poste dans la longue histoire de la franchise et signe un contrat de 25 millions de dollars pour 5 saisons.

#### Saison 2015
Après une saison de 97 victoires, le 3e plus haut total des majeures, les Cubs atteignent la finale de la Ligue nationale, où ils sont déclassés par les Mets de New York. Auparavant, ils gagnent la Série de division qui les oppose aux Cardinals de Saint-Louis, pour gagner une première série éliminatoire à Wrigley Field en 99 ans.
Maddon est élu gérant de l'année pour la 3e fois de sa carrière et la première fois dans la Ligue nationale au terme de la saison 2015 avec les Cubs.

### Style

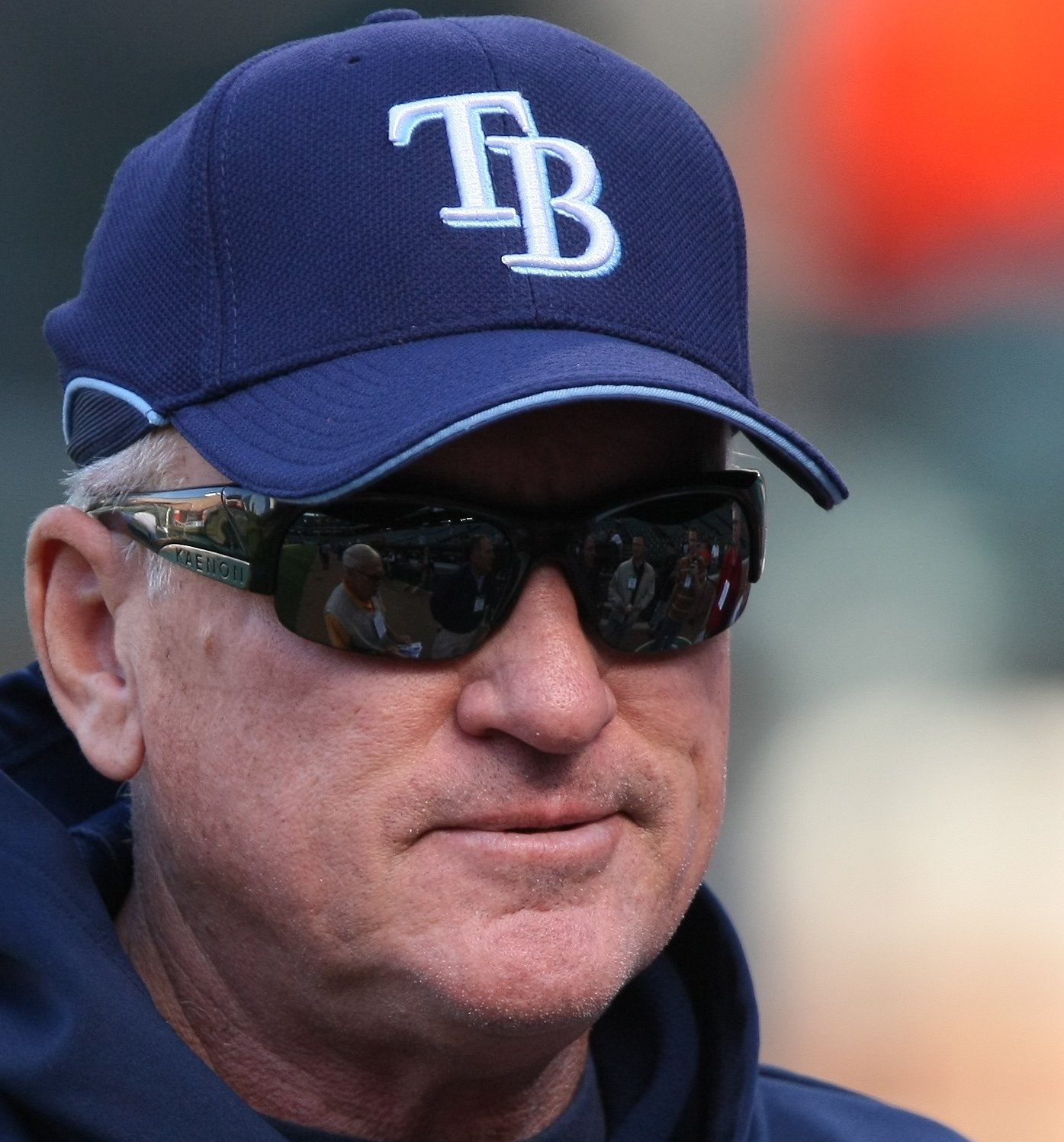
Joe Maddon en 2009.

Pour ses stratégies en cours de match, Joe Maddon est l'un des gérants les plus respectés du baseball majeur,,. Il est connu pour son appréciation des statistiques avancées (sabermétrie),, et, à l'époque où il était assistant-instructeur chez les Angels, a déjà inventé ses propres statistiques pour évaluer les jeunes joueurs. Il a déjà exprimé son scepticisme quant à l'utilité de l'amorti sacrifice, une action souvent jugée contre-productive par les sabermétriciens. 
Qualifié de « savant fou » par Nick Swisher des Yankees de New York, Maddon est un des gérants utilisant le plus la permutation des joueurs d'avant-champ (shift), une stratégie alors marginale qui a donné du fil à retordre à ses adversaires. 
Il est possiblement le gérant des majeures modifiant le plus souvent son alignement des frappeurs : en 162 matchs de saison régulière en 2012, il a utilisé 151 alignements différents en début de match.

## Vie personnelle
Joe Maddon est né d'une mère polonaise et d'un père Italien. Maddon et son épouse Jaye se sont mariés en 2008. Il est un adepte d'œnologie et de cyclisme.

### Personnalité
Joe Maddon est connu dans le monde du baseball pour avoir ces dernières années lancé quelques modes vestimentaires. Durant les séries éliminatoires de l'automne 2008, il est un des premiers à adopter une casquette de baseball à parties rabattables pour protéger les oreilles du froid. Au début 2010, la Ligue majeure de baseball lui demande de porter le manteau officiel de son équipe plutôt que le chandail à capuche (hoodie) qu'il a l'habitude de porter au début et à la fin de la saison, lorsque le temps est plus frais. Maddon proteste l'interdiction : « C'est presque une couverture de sécurité pour moi. Diriger le club sans hoodie par une soirée fraîche serait très déconcertant. En plus, je crois que c'est mal. ». Peu après, la ligue lève l'interdiction et autorise à nouveau Maddon à porter son vêtement favori. Maddon porte aussi des lunettes rétro noires à la Buddy Holly, dont des 15 000 répliques furent offertes à des spectateurs lors d'une promotion pour attirer les fans au stade en 2006. 
Il est aussi célèbre pour organiser des activités originales, souvent rapportées dans les médias, pour renforcer l'esprit d'équipe et garder ses joueurs détendus, particulièrement lors des longs voyages sur la route. Il organisa entre autres un voyage ayant pour thème Johnny Cash, allant jusqu'à teindre sa chevelure blanche en noir pour honorer le Man in Black. Il incite régulièrement ses joueurs à adopter une tenue vestimentaire particulière pour les voyages, comme des costumes ou des perruques suivant un thème précis. Parmi eux, un déguisement de nerd avec veste à carreaux et nœud papillon au profit de BowTie Cause, une organisation à but non lucratif supportant plusieurs organismes charitables. En 2010, il lance le Brayser, un blazer à carreaux aux couleurs des Rays commandé à une designer de la région de Tampa et invite les partisans à porter des vêtements à carreaux au Tropicana Field, le stade du club,.
Maddon a déjà engagé un DJ et un orchestre de merengue pour garder une atmosphère détendue avant les matchs, a déjà invité des pingouins dans le vestiaire du Tropicana Field et rencontré les journalistes avec un cacatoès perché sur l'épaule,.

## Bilan de manager
| Équipe    | Année  | Saison régulière | Saison régulière | Saison régulière | Saison régulière |  | Séries éliminatoires | Séries éliminatoires | Séries éliminatoires | Séries éliminatoires      |
| Équipe    | Année  | Vic.             | Déf.             | % Vic.           | Place            |  | Vic.                 | Déf.                 | % Vic.               | Résultats                 |
| LA Angels | 1996   | 8                | 14               | 0,363            | 4e AL Ouest      |  | -                    | -                    | -                    |                           |
| LA Angels | 1999   | 19               | 10               | 0,655            | 4e AL Ouest      |  | -                    | -                    | -                    |                           |
| Tampa Bay | 2006   | 61               | 101              | 0,376            | 5e AL Est        |  | -                    | -                    | -                    |                           |
| Tampa Bay | 2007   | 66               | 96               | 0,407            | 5e AL Est        |  | -                    | -                    | -                    |                           |
| Tampa Bay | 2008   | 97               | 65               | 0,599            | 1e AL Est        |  | 8                    | 8                    | 0,500                | Défaite en Série mondiale |
| Tampa Bay | 2009   | 84               | 78               | 0,519            | 3e AL Est        |  | -                    | -                    | -                    |                           |
| Totaux    | Totaux | 335              | 364              | 0,479            |                  |  | 8                    | 8                    | 0,500                |                           |